# Лінн Фонтенн
Лінн Фонтенн (англ. Lynn Fontanne, при народженні Ліллі Луїза Фонтенн, нар. 6 грудня 1887 — пом. 30 липня 1983) — британська акторка німого кіно, яка зробила успішну понад 40-річну кар'єру в США. Ще на батьківщині створила новий стиль драматичної героїні, який вплинув на таких зірок, як Клодетт Колбер, Мірна Лой і Керол Ломбард.
Разом з чоловіком, актором і режисером Альфредом Лантом, Фонтенн була визнаною зіркою американського театру. У 1964 році вони вдвох були удостоєні Президентської медалі Свободи з рук президента Ліндона Джонсона. В 1970 році Фонтенн з чоловіком стала володаркою спеціальної премії «Тоні». На кіноекранах акторка з'явилася всього тричі, але тим не менш, роль у фільмі «Гвардієць» у 1931 році принесла їй номінацію на «Оскар».
Фонтенн була однією з тих акторок, які старанно приховують вік. Її чоловік все життя вірив, що старший за неї на п'ять років, хоча насправді був на п'ять років молодшим. Цей факт акторка всіляко заперечувала навіть після смерті чоловіка.
Попри те, що Лінн Фонтенн прожила в США понад 60 років, вона ніколи не відмовлялася від британського громадянства. Багато років вона провела в невеликому містечку Дженезі-Депот у Вісконсині, де в 1983 році померла і була похована поряд із чоловіком.